# 자니스 카운트다운 라이브

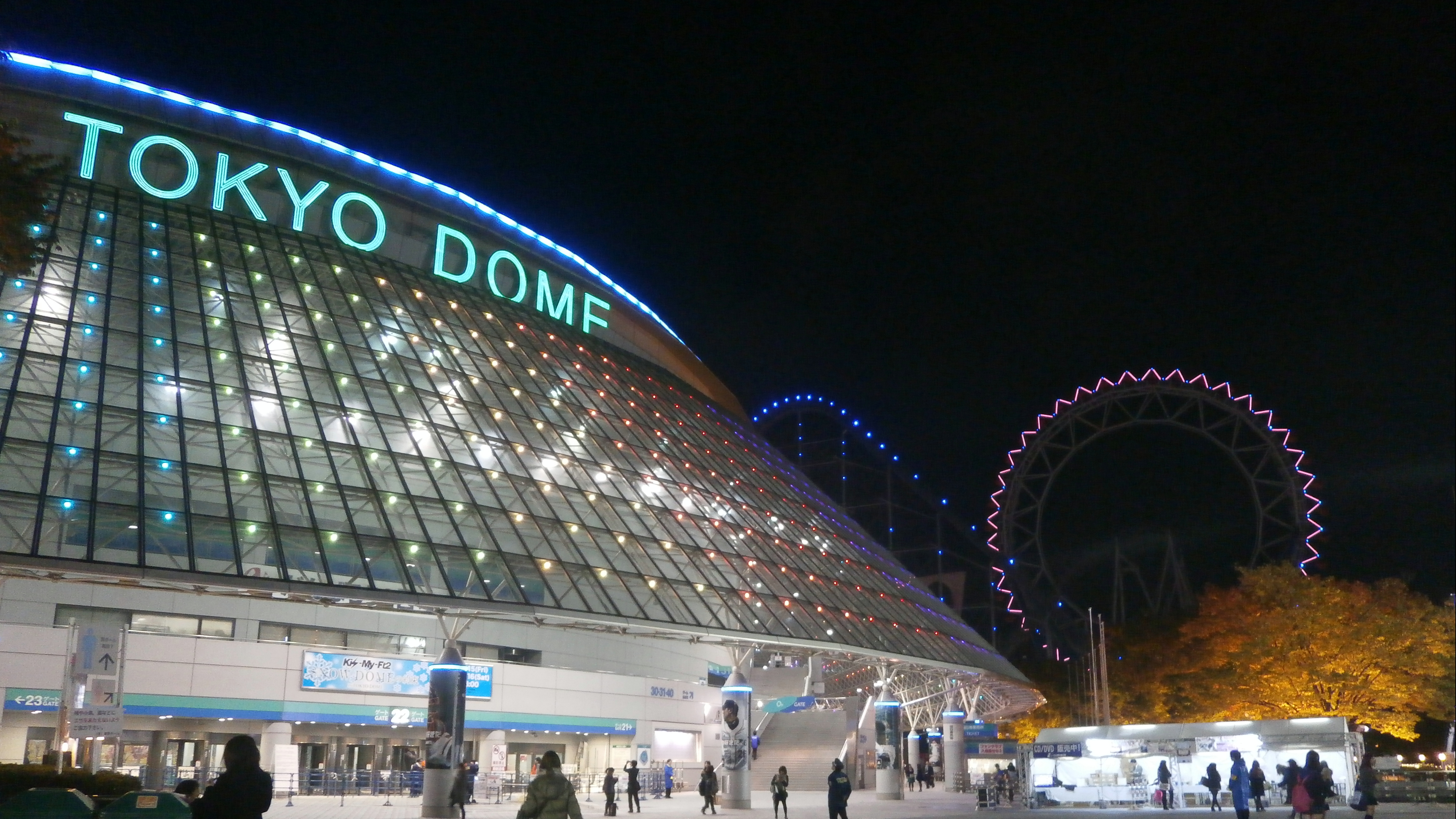
자니스 카운트다운 라이브가 열리는 도쿄돔

자니스 카운트다운 라이브(일본어: ジャニーズカウントダウンライブ 자니즈카운토다운라이부[*], Johnny's Count Down Live)는 자니즈 사무소의 소속 탤런트들이 일본 시간으로, 그믐날(한 해의 마지막 날)부터 설날(양력 1월 1일)까지 하는 카운트다운 콘서트와 같은 공연 중계 프로그램의 총칭이다. 흔히 "자니즈 카운트다운 콘서트"라고도 한다. 약칭은 "카운콘" 또는 "쟈니콘"이다.

## 개요
1996년에 V6의 〈V6 COUNTDOWN '97〉 공연의, 한신 대지진의 재해 부흥 자선 이벤트로 시작되었다. 1997년 이후는 J-FRIENDS로 출연, 각 회장에서 모금 활동과 자선 상품을 판매. 수익금은 고베시의 교육위원회에 기증되었다.
1998년부터는 공연 장소를 도쿄 돔으로 옮겨졌고, 그믐날의 밤낮에 KinKi Kids가 콘서트를 실시하고 있는 사정으로, KinKi Kids의 무대 세트를 그대로 사용하게 되었다. 또한 이 공연은 후지 TV에서 특별 프로그램으로 생중계되어, 공연의 종료 직전에 기념 촬영을 하는 것이 특별 행사가 되었다. J-FRIENDS로서의 공연은 이후 2002년까지 계속되었다.
2003년부터 CD 데뷔를 한 쟈니즈 사무소 소속 그룹들이 참석, 스페셜 게스트로서 콘도 마사히코를 비롯한 1970년대부터 1980년대에 데뷔 한 선배 탤런트나 쟈니즈 사무소와의 친분이 깊은 모리 미츠코도 출연하였다. 하지만, 우치우미 코지(전 히카루GENJI)와 SMAP은 출연 한 적은 없다. 또한 18세 미만의 미성년자는 근로 기준법상 참가할 수 없으므로, 미리 촬영 해 놓은 녹화 영상을 사용하는 경우가 있다.
2006년부터 〈토시오토코 유닛〉이라는 기간 한정 유닛이 등장하고 있다.

## 매년 공연 주제
- 자선 행사로 카운트다운 라이브 (1996-1997년 ~ 2002-2003년)
- 자니즈 우주선 카운트다운 (2003-2004년)
- 자니즈 빅 서프라이즈 카운트다운 라이브 (2004-2005년)
- 보지 않으면 손 SONG "PRIDE 걸고 자니즈 노래 자랑" at TOKYO DOME since 1998 (2005-2006년)
- 자니즈 카운트다운 2006-2007 (2006-2007년)
- 10년째야! 보지 않으면 손 SONG 자니즈 카운트다운 노래 자랑 (2007-2008년)
- 소도 큰일! 동서돔 10만명 집결!! 섣달그믐 자니즈 라이브 가합전 (2008-2009년)
- 소리 질러! 자니스의 호랑이권 동서돔에 10만명 집결 초호화 해넘기기 가합전 (2009-2010년)
- 뛰어라! 자니즈 폭풍을 부르는 섣달그믐날 가합이다 편! (2010-2011년)
- You 와버려! 자니즈 동서돔 섣달그믐날 노래 자랑! (2011-2012년)
- 헤이세이25! 15년째야! 보지 않으면 손해 SONG 쟈니즈 섣달그믐 생방송 (2012-2013년)
- 태어나는 새로운 전설 쟈니즈 섣달그믐 생방송 (2013-2014년)

## 기타
2002년 J-FRIENDS 카운트다운 콘서트는 "J-FRIENDS Never Ending Spirit 1997-2003"로 2003년 4월 9일 쟈니즈 엔터테인먼트에서 VHS/DVD로 발매되었다.

## 같이 보기
- 쟈니즈 사무소

times square→東京ドーム